# Affaire Cissey-Kaulla

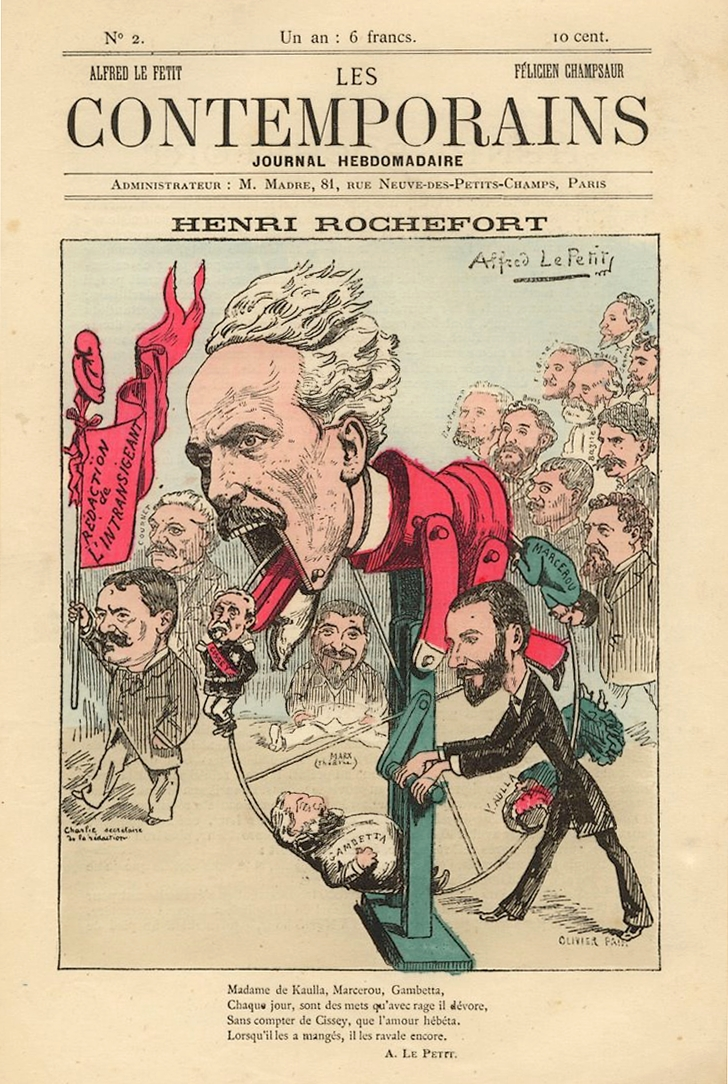
Caricature d'Henri Rochefort par Alfred Le Petit dans l'hebdomadaire satirique Les Contemporains. Le journaliste de L'Intransigeant y est représenté en monstre mécanique avalant Cissey, Kaulla, Émile de Marcère (Marcerou) et Léon Gambetta.

L'affaire Cissey-Kaulla est un scandale politique et judiciaire qui éclate en 1880 en France.